# Иннокентий (Кульчицкий)
Епископ Инноке́нтий (в миру Иван Кульчицкий; 1680 или 1682, Черниговский полк, Гетманщина — 27 ноября (8 декабря) 1731 под Иркутском) — епископ Православной российской церкви; с 15 (26) января 1727 года Иркутский и Нерчинский, первый правящий православный епископ Восточной Сибири (бывшие до него епископы Иркутские имели статус викариев Тобольской митрополии).
Прославлен Российской церковью в лике святых 1 (13) декабря 1804 года (третья по времени — после прославления Димитрия Ростовского и Феодосия Тотемского — канонизация синодального периода); память 26 ноября (9 декабря) и в третью неделю по Пятидесятнице (Собор Галицких святых и Собор Санкт-Петербургских святых).

## Биография
Уроженец Черниговского полка (Гетманщина), происходил из шляхетского рода Кульчицких.
С 1695 года обучался в Киевской коллегии, где и окончил курс в 1706 или в 1708 году. Пострижение в монашество с именем Иннокентия принял в Киево-Печерской лавре в 1708 году и рукоположён в иеромонаха.
В 1710 году вызван в Московскую Славяно-греко-латинскую академию и сначала преподавал словесность, а в 1714 году сделан префектом Академии и преподавателем философии, метафизики и нравственного богословия; наблюдал в то же время и за порядком жизни академистов.
В 1719 году он был вызван в Петербург в Александро-Невский монастырь со званием соборного иеромонаха и был назначен на корабль «Самсон», стоявший в Ревеле, а вскоре переведён первым обер-иеромонахом в финляндский корпус, стоявший в городе Або.
4 (15) июля 1720 года назначен начальником миссии в Китай. В феврале 1721 года Святейший синод постановил Иннокентия «в архиереи посвятить, но лучше б без титула городов, понеже сии города порубежные к Хине, чтобы иезуиты не перетолковали инако и бедства б не нанесли», то есть Синод опасался происков иезуитов в Китае.
5 (16) марта 1721 года в Троицком соборе Александро-Невской лавры в присутствии Петра I был рукоположён во епископа Переяславского. Хиротонию совершили митрополит Рязанский и Муромский Стефан (Яворский), архиепископ Новгородский и Великолуцкий Феодосий (Яновский) и епископ Псковский, Изборский и Нарвский Феофан (Прокопович).
Был вынужден остановиться в Троице-Селенгинском монастыре в Бурятии, где пробыл в течение трёх лет. Написал несколько икон для Селенгинского монастыря. Открыл духовную школу в Селенгинске.
15 (26) января 1727 года Святейший синод определил ему быть епископом Иркутским и Нерчинским. Дата считается днём основания самостоятельной Иркутской епархии.
Управлял Иркутской и Нерчинской епархией в течение четырёх лет и трёх месяцев до своей смерти в 1731 году, проживая постоянно в Вознесенском монастыре близ Иркутска. Оказывал содействие 1-й камчатской экспедиции Витуса Беринга.
Преставился в Вознесенском монастыре 27 ноября (8 декабря) 1731 года и погребён под алтарём деревянной Тихвинской церкви Вознесенского монастыря.

## Прославление и почитание
Народное почитание останков святителя началось в конце XVIII века вследствие обнаружения их нетленности. В последних числах сентября 1800 года епископу Иркутскому Вениамину (Багрянскому) пришло письмо за подписью 389 человек с изложением просьбы об открытии честных мощей святителя для всенародного чествования. Преосвященный передал бывшим тогда в Иркутске сенаторам письмо для Государя и приложил к нему выписку о случаях чудотворений от мощей святителя, числом более ста. Государь потребовал от Святейшего синода рассмотрения дела. По распоряжению Синода в Иркутск прибыл Казанский викарный архиерей Иустин (Вишневский), который лично освидетельствовал мощи святителя, расспросил под присягой некоторых свидетелей чудотворений и вместе с епископом Вениамином 5 (17) марта 1801 года докладывал Синоду. 1 (13) декабря 1804 года Святейший синод с Высочайшего соизволения объявил: «Тело первого епископа Иркутского Иннокентия огласить за совершенно святые мощи и с подобающим благоговением Иркутскому епископу Вениамину с прочим духовенством поставить в церкви Иркутского Вознесенского монастыря наверху, либо в другом достойном месте, с установлением празднования ему 26 ноября, на день памяти преставления сего святителя».
Мощи святителя были открыты 19 (31) января 1805 года; 16 февраля того же года перенесены в соборную церковь Вознесенской обители и открыто почивали там в серебряной раке. 24 января 1921 года в Иркутске было произведено вскрытие мощей епископа Иннокентия. В протоколе, составленном представителями духовенства и верующих, была установлена полная сохранность мощей святителя. В заключении акта комиссии, составленном представителями от уездов и аймаков, было сказано, что мощи представляют собой натуральную мумию довольно хорошо сохранившуюся. Однако архиепископ Анатолий указал на неточности и неправильности, усмотренные им в акте комиссии. В 1921 году мощи Иннокентия были отправлены в Москву, в Музей Наркомздрава на Петровке дом 14, здесь на выставке по социальной медицине и гигиене, в специальном отделе по гниению и разложению животных предметов, мощи Иннокентия демонстрировались вместе с мумифицированными трупами фальшивомонетчика и крысы, а также вместе с мощами Виленских мучеников и Иоасафа Белгородского.
Повторно мощи были обретены в 1990 году в одном из подсобных помещений ярославской церкви Николы Надеина и с того времени находятся в Знаменском монастыре Иркутска.
Память святителя и чудотворца Иннокентия, епископа Иркутского, совершается несколько раз в год:
- 10 (23) октября — в день памяти Собора Волынских святых;
- 26 ноября (9 декабря) — преставление;
- 9 (22) февраля — обретение мощей;
- 10 (23) июня — в день памяти Собора Сибирских святых;
- третья неделя по Пятидесятнице — Собор Галицких и Санкт-Петербургских святых.

В честь Святителя Иннокентия была освящена домовая церковь Томской духовной семинарии (на улице Никитина в Томске).
Николо-Иннокентьевский Храм города Иркутска (Русская православная церковь, Иркутская епархия) имеет придел в честь святителя.
Храм Святителя Иннокентия, епископа Иркутского (Русская православная церковь, Хабаровская епархия).
Храм Святителя Иннокентия, епископа Иркутского (Эстонская православная церковь, Пярнуская и Сааре епархия).
Существует душепопечительный центр во имя святителя Иннокентия Иркутского. Центр является общиной монастырского типа по реабилитации наркозависимой молодёжи. Главная цель центра — оказание духовно-психологической помощи наркозависимым и их родителям.
Создана Иркутская региональная общественная организация «Братство во имя Святителя Иннокентия Иркутского».
22 сентября 2019 года, после Литургии в кафедральном соборе Богоявления, митрополит Иркутский и Ангарский Вадим совершил молебен и освятил бюст святителя Иннокентия, первого епископа Иркутского, открытие которого прошло в Иркутске в рамках фестиваля «Сияние России».

## В художественной литературе
Епископ Иннокентий Кульчицкий — один из героев романа Дениса Гербера «Временщик».